# 岡田茂 (脚本家)
岡田 茂（おかだ しげる、1975年〈昭和50年〉4月7日 - ）は、日本の脚本家、演出家。神奈川県川崎市出身。
東京農業大学農学部卒業。2005年より東北新社で企画・脚本・演出に従事。のちに独立し、キスアンドライドシステム代表を務める。

## 演出
- ネットシネマ　『夏のゴンドラ』
- メイキングドキュメンタリー　『「三本木農業高校、馬術部」の青春』（ファミリー劇場）
- J-SHIPS付録DVD　「密着!ひゅが　自衛隊観閲式の舞台裏」

## 脚本
- 『イッセー尾形の笑ートカタログ』（ファミリー劇場）
- ネットシネマ　『探偵事務所5』2ndシーズン

第01話 探偵575「その男 俳句探偵 五七五」
第13話 探偵575「悲しみややがて溶けゆく 雪 となり」
- 劇場用長編映画　『三本木農業高校、馬術部』（東映）
- 劇場用長編映画　『星砂の島のちいさな天使 〜マーメイドスマイル〜』

## 構成
- 月面着陸40周年スペシャル 第一集　『アポロ計画』（スターチャンネル）
- 月面着陸40周年スペシャル 第二集　『偉大なる一歩』（スターチャンネル）

## 脚本・演出
- 短編映画　『月がとっても青いから』

宝塚映画祭グランプリ／シネアスト・オーガニゼーション特別賞／みちのく国際ミステリー映画祭 角川オフシアターコンペティション ノミネート入賞／水戸短編映像祭 ノミネート入賞 ／京都国際学生映画祭 ノミネート入賞／ふかやインディーズフィルムフェスティバル優秀賞／横浜学生映画祭 ノミネート入賞
- 短編映画　『某日快晴ワレ告白セリ』

宝塚映画祭グランプリ特別賞／TAMA NEW WAVEノミネート入賞
- 短編映画　『金魚』

JPPAアワード 学生部門 カテゴリーI（ドラマ）審査員奨励賞／SKIPシティ国際Dシネマ映画祭短編部門　奨励賞&川口市民賞
- ドラマ 『俺んちの神様』（NHK Bshi）

## 企画・演出
- スペシャルドキュメンタリー番組　『宇宙世紀の日本人』（ヒストリーチャンネル）
- 人物ドキュメンタリー　『時代の響き 〜武田鉄矢〜 』（ヒストリーチャンネル）
- 『課外授業ようこそ先輩スペシャル 〜長渕剛／心から叫べ〜 』（NHK）
- 『情熱大陸 〜宇宙飛行士・若田光一〜』（MBS）

## 企画・脚本
- ドラマ『夕陽ヶ丘の探偵団』全3話シリーズ （NHK教育）

第一話「真夜中の行進」
第二話「時を失くした時計」
第三話「開かずのタイムカプセル」

## ディレクター
- ドキュメンタリー　『天空のアクロバット　ブルーインパルスの男たち』（NHK Bshi）

## 企画・取材
- 『課外授業ようこそ先輩　～リンゴ農家・木村秋則／夢を信じる力を育てよう～』（NHK）

## 企画協力
- JAXA野口宇宙飛行士　リアルタイム交信イベント　in　北海道陸別町　銀河の森天文台（野口聡一）
- JAXA野口宇宙飛行士　ライブ交信教育イベント　in　神奈川県川崎市　川中島小学校（野口聡一）

『児童らによる映画製作授業～宇宙から野口宇宙飛行士が映画出演！』

## 出演
- 劇場長編映画　『全然大丈夫』ゾンビ男
- ネットシネマ　『探偵事務所5』2ndシーズン 第13話 寄席の客
- DVDセル　鳥居みゆき『みみず姫』　顔中刺青男